# Narodni park Garajonay
Narodni park Garajonay (špansko Parque nacional de Garajonay, izgovorjava: [ˈpaɾke naθjoˈnal de ɣaɾaxoˈnaj]) je v središču in severno na otoku La Gomera, enega od Kanarskih otokov (Španija). Leta 1981 so ga razglasili za narodni park, leta 1986 pa ga je UNESCO uvrstil na seznam svetovne dediščine. Zavzema 40 km² in se razteza v vsako od šestih občin na otoku.
Park vsako leto obišče skoraj 450.000 turistov. Tik izven meja parka je na voljo namestitev za turiste.
Park je dobil ime po skalni formaciji Garajonay, najvišji točki na otoku na 1487 metrih. Vključuje tudi majhno planoto, katere nadmorska višina je 790–1400 metrov. Značilnosti narodnega parka vključujejo masivne skale, ki jih najdemo vzdolž otoka. To so nekdanji vulkani, katerih oblike je izklesala erozija. Nekatere, kot je Fortaleza ('trdnjava' v španščini), so domorodni otočani imeli za svete, pa tudi za idealno zatočišče, ko so bili napadeni. Park prečka obsežna mreža 18 pešpoti, pohodništvo pa je ena glavnih turističnih dejavnosti na otoku.

## Okolje

### Rastlinstvo
Številne vrste rastlin je endemičnih za Makaronezijske otoke, Kanarske otoke ali La Gomero, gozd Garajonay pa skriva bogato bioto podrastnih rastlin, nevretenčarjev ter ptic in netopirjev, vključno z velikim številom endemičnih vrst. Park je najboljši primer kanarske lavrisilva - lovorjev gozd, vlažnega subtropskega gozda, ki je v terciarju pokrival skoraj vso južno Evropo. Najdemo ga tudi na Azorih in otokih Madeira. V parku lahko najdemo Laurus azorica, znan kot azorski lovor ali s portugalskimi imeni louro, loureiro, louro-da-terra in louro-de-cheiro, ter Laurus novocanariensis, znan kot kanarski lovor. Čeprav je poimenovan kot ena vrsta gozda, narodni park obsega več vrst gozdov. Najbolj vlažne in zaščitene doline, usmerjene proti severu, imajo najbogatejše in najbolj kompleksne gozdove. Znane je kot 'dolina laurisilva', pravi subtropski deževni gozd, kjer lahko najdemo največja drevesa lovorja. Na višjih nadmorskih višinah, z manjšo zaščito pred vetrom in soncem, gozd izgubi nekaj svojih bolj občutljivih vrst. Tukaj se imenuje pobočje laurisilva de ladera. Na jugu je gozd večinoma mešanica bukve in resja, vrst, prilagojenih na manj vlažno ozračje. Avgusta 2012 je gozdni požar požgal 747 hektarjev (18 %) tega narodnega parka.

### Živalstvo
Najdemo lahko dve vrsti plazilcev, Gallotia gomerana (Gomerski kuščar) in Chalcides viridanus (Gomerski skink). Med dvoživke sodi brezprogasta drevesna žaba Hyla meridionalis. Park slovi kot eden najboljših krajev za opazovanje dveh kanarskih endemičnih golobov, Columba junoniae in Columba bollii. BirdLife International je park prepoznal kot pomembno območje za ptice (IBA), ker podpira populacije različnih ptic. Poleg dveh endemičnih vrst golobov so med njimi še afriška kotorna (Alectoris barbara), navadni hudournik (Apus unicolor), skobec (Accipiter nisus), kanarska cipa (Anthus berthelotii) in atlantski kanarček (Serinus canaria).
- Roque Ojila
- Roque de Agando
- Roque de La Zarcita

## Gara in Jonay
Vrh in park sta poimenovana po Gvanče Lore, nesrečnih ljubimcih Gara in Jonay. Njuna romanca spominja na romanco Romeo in Julija ter Hero in Leander. Gara je bila princesa Agula na La Gomeri. Med praznikom Beñesmén je bilo običajno, da so neporočena dekleta iz Agula strmela v svoje odseve v vodah Chorros del Epina. Če bi bila voda bistra, bi našli moža; če je bilo oblačno, jih bo doletela kakšna nesreča. Ko je Gara pogledala v vodo, je jasno videla svoj odsev. Vendar je gledala predolgo in odsev sonca jo je začasno zaslepil. Modrec po imenu Gerián ji je rekel, da to pomeni, da se mora izogibati vsem ognjem, sicer jo bo požrl.
Jonay je bil sin gvanškega menceja ali kralja Adejeja na Tenerifu, ki je prispel na otok, da bi proslavil te slovesnosti. Jonayeva udeležba v igrah, ki so sledile, je pritegnila pozornost Gare in sta se zaljubila. Na žalost je ob razglasitvi zaroke vulkan Teide, viden iz La Gomere, začel bruhati kot v neodobravanju. To so razlagali kot slab znak in starša para sta prekinila zaroko. Jonay se je moral vrniti na Tenerife, a neke noči je preplaval kanal, ki je ločeval oba otoka in se ponovno pridružil svoji ljubljeni. Njuna očeta sta ukazala, naj ju najdejo. Zaljubljenca sta bila kmalu ujeta na gori, kjer sta se odločila vzeti si življenje.
- Lesena kipa Gara in Jonaya v parku
- Nacionalni park Garajonay viden s satelitom Spot
- Začaran gozd, nacionalni park Garajonay, La Gomera, Španija
- Svetišče Gvančev na vrhu gore Garajonay
- Laurisilva v NP Garajonay
- Oblaki v NP Garajonay